# Урковићи
Урковићи су насељено мјесто у општини Братунац, Република Српска, БиХ. Према попису становништва из 2013. године, у насељу је живјело 470 становника.

## Становништво
| Демографија | Демографија | Демографија |
| Година      | Становника  | Становника  |
| ----------- | ----------- | ----------- |
| 1971.       | 737         |             |
| 1981.       | 1.009       |             |
| 1991.       | 1.095       |             |
| 2013.       | 470         |             |